# Philippe Dubath
Philippe Dubath, né en 1952 en Lorraine d'un père d'origine suisse, est un journaliste de rubrique société, sportif, écrivain et photographe vaudois.

## Biographie
Il entame son métier de journaliste par une école spécialisée à Paris, puis à l'Est Vaudois (Journal de Montreux) en 1973. Ses activités professionnelles l'amènent à écrire dans les quotidiens lausannois Le Matin et 24 heures, journal dans lequel il a été chef de la rubrique sportive.
En 1999, Philippe Dubath publie des "Chroniques de la m... ordinaire", qui relatent son expérience de ramasseur de crottes derrière les cortèges de la Fête des Vignerons à Vevey. Le livre, illustré par le dessinateur André Paul, est rapidement épuisé. En 2000, Philippe Dubath publie, aux éditions de l'Aire, Martha et autres histoires vraies, un livre de rencontres qui propose une promenade en textes courts et poétiques, en photographies noir et blanc d'instants marquants. On découvre un enfant de Bucarest, pendant la Révolution de 1989, qui l'interpelle devant un char d'assaut, un homme endormi au pied de la statue de Ramsès II, une rencontre avec Georges Brassens, avec Maurice Chappaz l'écrivain, et des vies simples et anonymes racontées avec tendresse. Martha a été réédité plusieurs fois au Cadratin, à Vevey, maison d'édition qui dispose d'un atelier typographique du même nom. En 2002, Philippe Dubath publie aux éditions de l'Aire à Vevey, un récit intitulé Zidane et moi, lettre d'un footballeur à sa femme. Dans ces cent pages, Philippe Dubath évoque sa jeunesse, son arrivée sur les rives lémaniques et son amour du ballon rond. Pour ce livre, il reçoit le Prix Lettres Frontière 2003. Zidane et moi a été traduit en allemand (éditions Bilger) avec grand succès. Le comédien Matthias Brandt en a aussi enregistré une version lue. La même année, Philippe Dubath reçoit, en photographie, le prix spécial noir-blanc du Musée d'Histoire naturelle de Fribourg. Philippe Dubath a publié plusieurs ouvrages au Cadratin, à Vevey, Quand je serai oiseau, Obrigado, Atmosphères, Ils s'écrivaient, L'atelier du photographe. Il a aussi publié aux Presses du Belvédère Flâneries en Suisse romande et ailleurs, un livre de chroniques parues dans Terre et Nature, hebdomadaire qu'il apprécie et auquel il collabore régulièrement, et de photographies essentiellement tournées vers la nature. On peut aussi découvrir l'auteur sur une émission du magazine Passe-moi les jumelles que lui a consacré la Télévision Suisse Romande.

## Sources
- « Philippe Dubath », sur la base de données des personnalités vaudoises sur la plateforme « Patrinum » de la Bibliothèque cantonale et universitaire de Lausanne.
- 24 heures 2002/06/29, p. 16 et 2003/10/25.10.20, p. 13